# Rodikot
Rodikot (nepalski: रोडिकोट) – gaun wikas samiti w zachodniej części Nepalu w strefie Karnali w dystrykcie Humla. Według nepalskiego spisu powszechnego z 2011 roku liczył on 459 gospodarstw domowych i 2611 mieszkańców (1256 kobiet i 1355 mężczyzn).